# گاما درنا
گاما درنا یک ستاره است که در صورت فلکی درنا قرار دارد.